# Łóżko

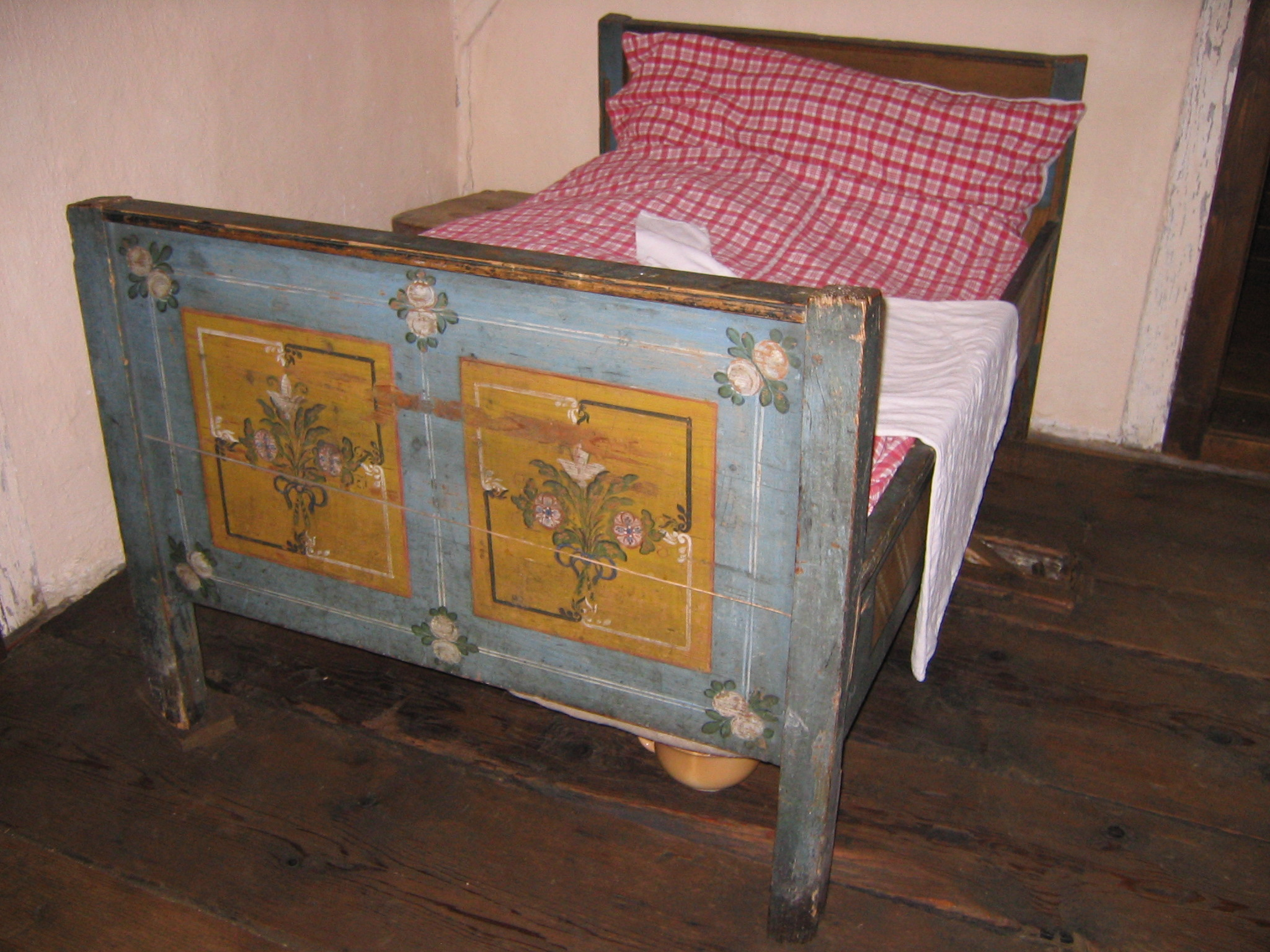
Łóżko

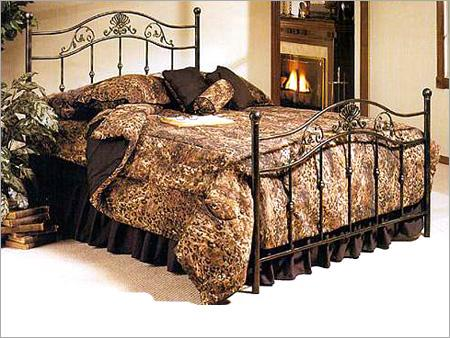
Łóżko

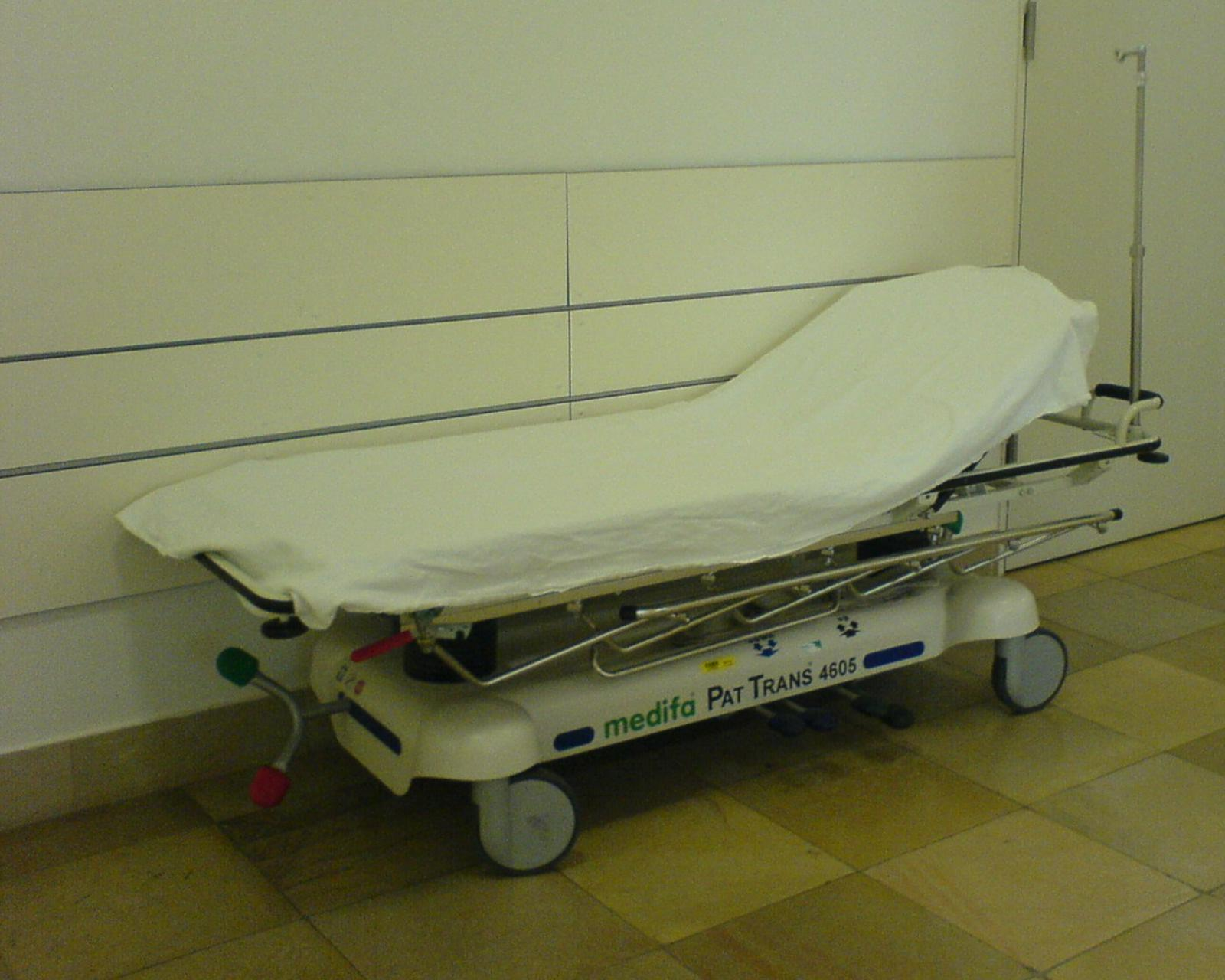
Łóżko (szpital)

Łóżko – mebel służący do spania lub odpoczynku w pozycji leżącej. Łóżka mają różne kształty i wymiary, są robione także z wielu materiałów, zazwyczaj z drewna. Zwykle przeznaczone jest dla jednej lub dwóch osób, rzadziej dla większej liczby osób (patrz łóżko rodzinne). Części ramy łóżka to: boki, stelaż, zagłówek i zanóżek. Zagłówek jest na ogół stosowany, rzadziej zanóżek, który częściej jest obecny w starych łóżkach.

## Rozmiary łóżek
Większość państw na świecie używa czterech głównych rozmiarów materaców. Podwójne łóżka wykonywane są w angielskich rozmiarach standardowych: 4 stopy, 6 cali/6 stóp, 3 cale.
|                        | USA             | GBR            | AUS             | Europa        |
| ---------------------- | --------------- | -------------- | --------------- | ------------- |
| Pojedyncze, bliźniacze | 39 cal × 75 in  | 36 in × 75 in  | 36 in × 75 in   | 36 in × 79 in |
| Pojedyncze, bliźniacze | 1 m × 1,9 m     | 0.9 m × 1,9 m  | 0,9 m × 1,9 m   | 0,9 m × 2 m   |
| Podwójne, pełne        | 54 in × 75 in   | 54 in × 75 in  | 54 in × 75 in   | 55 in × 79 in |
| Podwójne, pełne        | 1,35 m × 1,9 m  | 1,35 m × 1,9 m | 1,35 m × 1,9 m  | 1,4 m × 2 m   |
| Królewskie             | 60 in × 80 in   | 60 in × 78 in  | 60 in × 80 in   | 63 in × 79 in |
| Królewskie             | 1,5 m × 2,05 m  | 1,5 m × 2 m    | 1,5 m × 2,05 m  | 1,6 m × 2 m   |
| Duże królewskie        | 76 in × 80 in   | 72 in × 78 in  | 72 in × 80 in   | 71 in × 79 in |
| Duże królewskie        | 1,95 m × 2,05 m | 1,85 m × 2 m   | 1,85 m × 2,05 m | 1,8 m × 2 m   |

## Typy łóżek
- Łóżko powietrzne
- Prycza
- Łóżko skrzyniowe
- Łóżeczko niemowlęce
- Łóżko dzienne
- Futon
- Hamak
- Manjaa
- Łóżko Murphy’ego
- Łóżko piętrowe
- Łóżko toczące się
- Koja
- Tapczan
- Łóżko rehabilitacyjne
- Łóżko kontynentalne
- Łóżko tapicerowane
- Łóżko metalowe